# Henrich Steffens

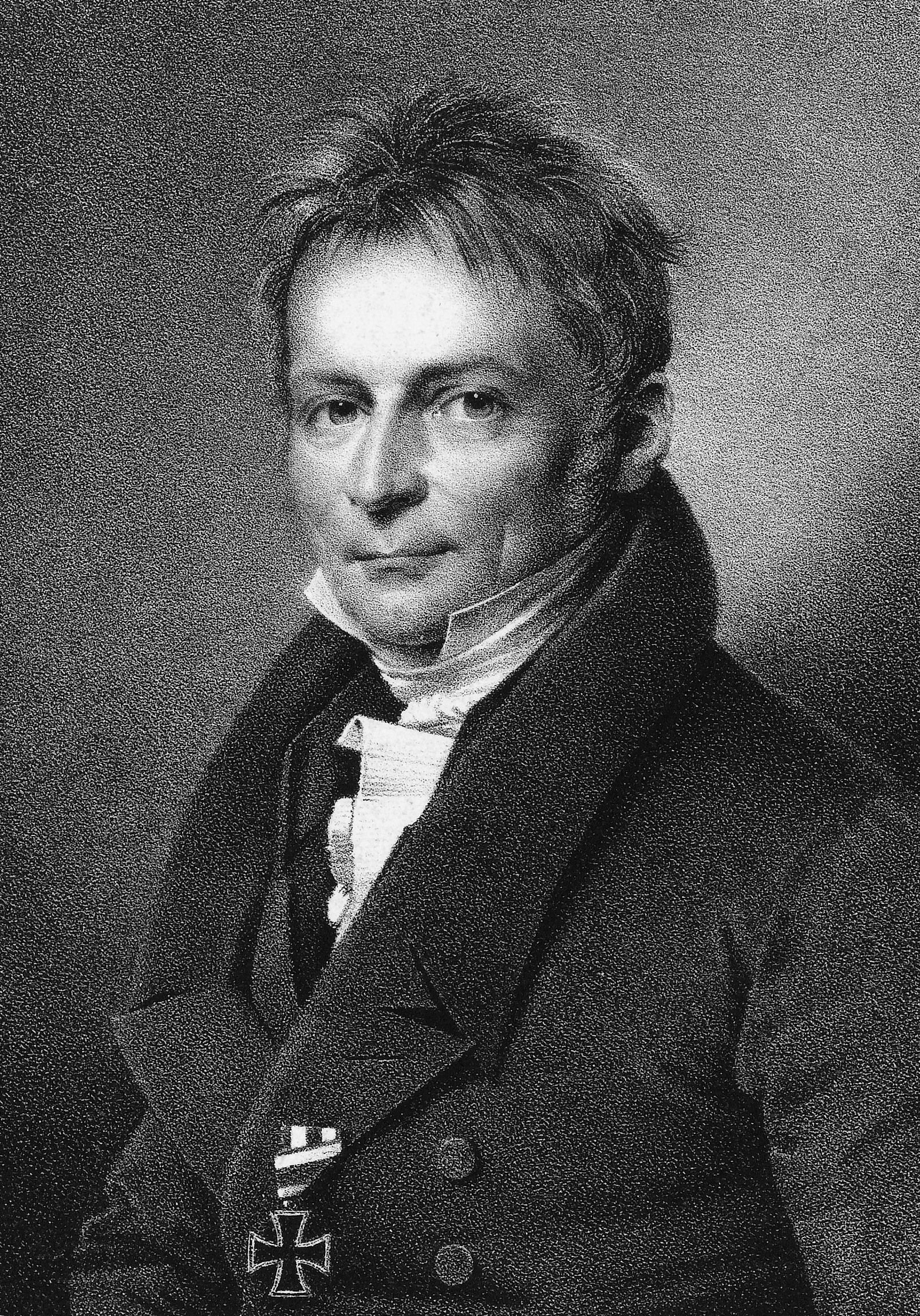
Henrich Steffens. Lithografie von Friedrich Jentzen nach einer Zeichnung von Franz Krüger.

Henrich Steffens (auch  Henrik Steffens und Heinrich Steffens) (* 2. Mai 1773 in Stavanger, Norwegen; † 13. Februar 1845 in Berlin) war ein norwegisch-deutscher Philosoph, Naturforscher, Hochschullehrer und Dichter.

## Leben
Henrich Steffens war der Sohn von Henrich Steffens (* 17. Februar 1744 in Berbice; † 27. März 1798 in Rendsburg), eines aus Holstein eingewanderten Barbiers und Chirurgen. Seine Mutter war eine geborene Bang und starb 1788 in Kopenhagen. Die mütterliche Großmutter war mit dem Theologen Frederik Grundtvig verwandt.
Steffens widmete sich seit 1790 in Kopenhagen naturwissenschaftlichen Studien und bereiste anschließend Norwegen. In Kopenhagen und Kiel studierte er auch Medizin. 1796 hielt er an der Universität Kiel naturwissenschaftliche Vorlesungen, wurde dort 1797 promoviert und ging dann an die Universität Jena, wo er ein Anhänger von Schellings Naturphilosophie wurde. 1800 ging er an die Bergakademie Freiberg. Mit einer wissenschaftlichen Förderung durch den Mineralogen Abraham Gottlob Werner konnte Steffens Geognostische geologische Aufsätze ausarbeiten, die er später in seinem Handbuch der Oryktognosie weiter ausführte.
1802/03 hielt er Vorlesungen an der Universität Kopenhagen in der Hoffnung auf eine Professur; er war aber in seinem „Vaterland“ nicht willkommen. 1804 erhielt er einen Ruf an die Friedrichs-Universität Halle, wo er die Grundzüge der philosophischen Naturwissenschaft herausgab. In dieser Zeit war er durch die französische Besetzung Halles betroffen: er fühlte sich als preußischer Beamter auf fremdem Staatsgebiet und konnte zusätzlich nicht akzeptieren, dass die Universität aufgelöst werden sollte. Durch Unterstützung seines Bruders und des Ministers von Massow war es ihm möglich, gemeinsam mit seiner Familie Halle zu verlassen und nach Hamburg zu reisen. Die Hoffnung, an die neugegründete Berliner Universität berufen zu werden, realisierte sich nicht, stattdessen wurde er 1811 an die neue Schlesische Friedrich-Wilhelms-Universität Breslau berufen. 1813 nahm er als Kriegsfreiwilliger mit den preußischen Truppen an den Befreiungskriegen (und an der Völkerschlacht bei Leipzig) bis zur Einnahme von Paris teil. 
Nach dem Frieden kehrte er zu seinem akademischen Lehrberuf nach Breslau zurück, wo er Ende 1821 Pate von Karl von Holteis Sohn Heinrich Wolfgang Andreas war. In den Jahren 1821/22 und 1829/30 war er Rektor der Universität.
1832 folgte er dem Ruf an die Friedrich-Wilhelms-Universität zu Berlin. Hier zählten Karl Marx und Søren Kierkegaard zu seinen Hörern. 1834/35 war er Rektor. Seit 1812 war er auswärtiges Mitglied der Bayerischen Akademie der Wissenschaften. 1835 wurde er zum ordentlichen Mitglied der Preußischen Akademie der Wissenschaften gewählt.
Henrich Steffens war mit Johanna, Tochter des Berliner Kapellmeisters Johann Friedrich Reichardt verheiratet (1803). Johanna Steffens, geboren am 23. November 1784, starb am 22. Dezember 1855 im Alter von 71 Jahren. In ihrer Todesmeldung heißt es, sie sei „durch Bildung, durch lebhaften Geist und früher durch hohe Schönheit ausgezeichnet gewesen“. 
Steffens setzte sich mit Zeitströmungen kritisch auseinander. Er ergriff in der sogenannten Breslauer Turnfehde mit seinen Karikaturen des Heiligsten und dem Turnziel gegen Friedrich Ludwig Jahn (wegen der Überbetonung des Deutschnationalen sowie des Körperlichen in der Bildung) Partei.
In kirchlicher Hinsicht schloss er sich den Altlutheranern an. In seinem Buch Von der falschen Theologie und dem wahren Glauben betonte er gegen seinen Freund Friedrich Schleiermacher die Wichtigkeit einzelner biblisch-theologischer Aspekte: Als „die Fundamentalwunder des Christlichen Glaubens“ sah er „die Zeugung Christi durch den Heiligen Geist und seine Auferstehung“. Zu Heinrich Heines Jungem Deutschland – das die Romantik verdrängte – meinte Steffens:

„Die neue Poesie glaubte nicht an ein Jenseits. Die Erde sollte auf alle Fragen des Lebens Antwort geben; nur an den Tod glaubte man.“

In Runge glaubte er das Mythen erzeugende Organ inmitten einer kalt reflektierenden Zeit unmittelbar Wahrzunehmen.
Steffens war einer der Hauptvertreter der spekulativen Richtung der Naturforschung. Hervorzuheben ist seine Anthropologie.
Zu seinen dichterischen Arbeiten gehören Die Familien Walseth und Leith, Die vier Norweger und Malkolm. Sie zeichnen sich durch meisterhafte Naturschilderungen seiner nordischen Heimat aus.
Das Grab von Steffens befindet sich auf dem Friedhof II der Dreifaltigkeitsgemeinde an der Bergmannstraße in Berlin-Kreuzberg (Feld C), wo auch Schleiermacher seine letzte Ruhestätte gefunden hat. Der Grabstein mit der Inschrift HENRICH STEFFENS VON SEINEN FREUNDEN trägt ein Relieftondo mit Steffens' Porträt, geschaffen von dem Bildhauer Bertel Thorvaldsen (1840).

## Werke

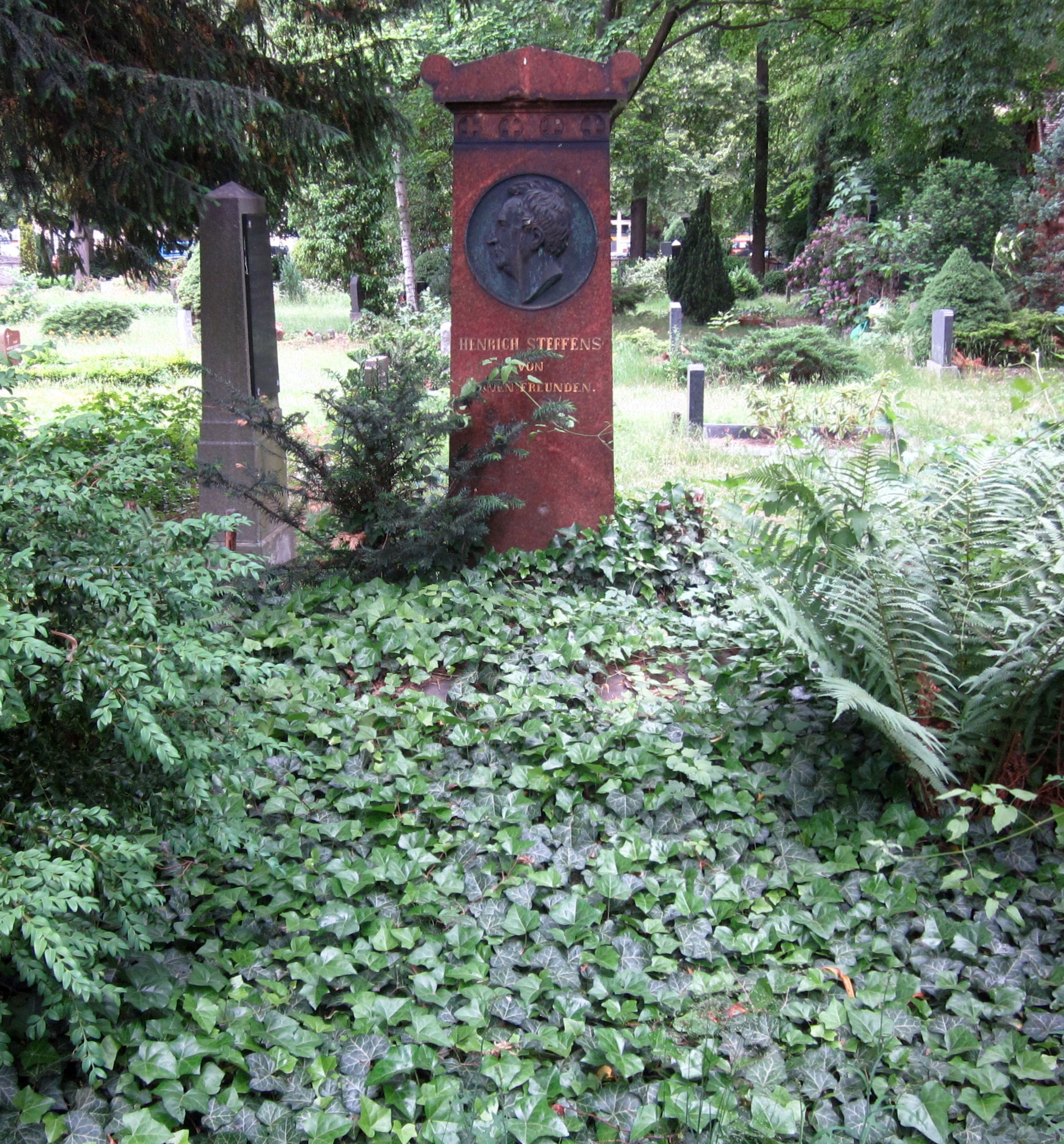
Grab von Henrich Steffens

- Beiträge zur inneren Naturgeschichte der Erde. Freyberg, Craz 1801.
- Grundzüge der philosophischen Naturwissenschaft. Verl. der Realschulbuchhandlung, Berlin 1806 Digitalisat.
- Ueber die Idee der Universitäten. Vorlesungen, Berlin 1809. S. 205–280 in: Eduard Spranger (Hrsg.): Fichte, Schleiermacher, Steffens. Über das Wesen der Universität. Leipzig 1910 (online – Internet Archive).
- Geognostische geologische Aufsätze, als Vorbereitung zu einer innern Naturgeschichte der Erde. G. B. Hoffmann, Hamburg 1810 Digitalisat.
- Über die Bedeutung der Farben in der Natur, in: Runge, P. O.: Farben-Kugel, Hamburg 1810 (Volltext).
- Vollständiges Handbuch der Oryktognosie. 4 Bände. Curtsche Buchhandlung, Halle 1811–1824.
- Turnziel. Sendschreiben an den Professor Kayßler und die Turnfreunde. Josef Max und Komp., Breslau 1818 Digitalisiert.
- Die gute Sache. Eine Aufforderung zu sagen, was sie sei, an alle, die es zu wissen meinen, veranlaßt durch des Verfassers letzte Begegnisse in Berlin. F. A. Brockhaus, Leipzig 1819 Digitalisat.
- Caricaturen des Heiligsten. In zwei Theilen. F. A. Brockhaus, Leipzig 1819–1821. Digitalisate: Erster Theil; Zweiter Theil.
- Anthropologie. 2 Bände. Josef Max, Breslau 1824 Digitalisate: Band 1; Band 2.
- Von der falschen Theologie und dem wahren Glauben. Eine Stimme aus der Gemeinde. Josef Max und Komp., Breslau 1823 (Neuauflage 1831 Digitalisat).
- Der Norwegische Storthing im Jahre 1824. Geschichtliche Darstellung und Aktenstücke. Duncker und Humblot, Berlin 1825 Digitalisat.
- Die Familien Walseth und Leith. 5 Bände. Josef Max und Komp., Breslau 1827. Digitalisate: Bd. 1; Bd. 2; Bd. 3.
- Die vier Norweger. 6 Bände. Josef Max und Komp., Breslau 1828. Digitalisate: Bd. 1–2; Bd. 3–4; Bd. 5–6.
- Malkolm. 2 Bände. Josef Max und Komp., Breslau 1831. Digitalisate: Bd. 1; Bd. 2; Inhaltsangabe.
- Wie ich wieder Lutheraner wurde, und was mir das Lutherthum ist. Eine Confession. Josef Max und Komp., Breslau 1831 Digitalisat.
- Rede in der Aula der Friedrich-Wilhelms-Universität. In: Drei Reden am Tage der Bestattung des weiland Professors der Theologie und Predigers Herrn Dr. Schleiermacher am 15ten Februar 1834, Berlin 1834, S. 25–36.
- Novellen. Gesammt-Ausgabe, 16 Bände. Josef Max und Komp., Breslau 1837–1838 (pdfs).
- Christliche Religionsphilosophie, 2 Bände. Josef Max und Komp., Breslau 1839 Erster Theil Theleologie Digitalisat.
- Was ich erlebte. 10 Bände. Josef Max und Komp., Breslau 1840–1844 Digitalisat.
- Nachgelassene Schriften.  Mit einem Vorworte von Schelling. E. H. Schroeder, Berlin 1846 Digitalisat.

## Ehrungen

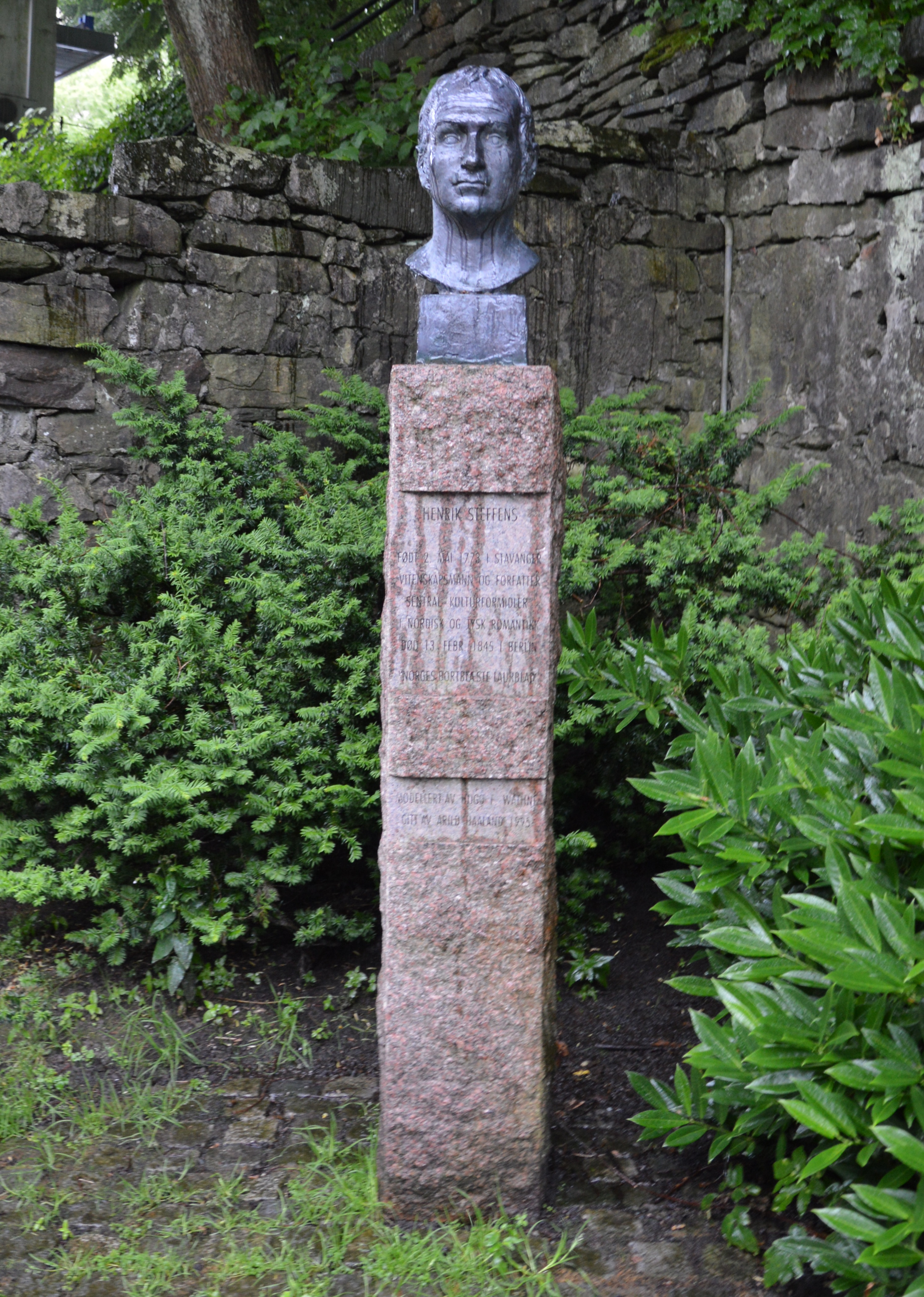
Denkmal in Stavanger

- Henrik Steffens Vorlesungen an der Humboldt-Universität zu Berlin seit dem Wintersemester 1999/2000
- Henrik-Steffens-Preis 1936 bis 1942 und 1967 bis 2004 Henrich Steffens-prisen
- Kameradschaft Henrik Steffens an der Universität Breslau 1937–1945 (aus den gleichgeschalteten Vereinen Deutscher Studenten I und II Breslau)[14]

In Stavanger wurde für Steffens des Henrik-Steffens-Denkmal errichtet.